# Ōyamazaki, Kyōto
Ōyamazaki (大山崎町 Ōyamazaki-chō) là thị trấn thuộc huyện Otokuni, Kyōto, Nhật Bản. Tính đến ngày 1 tháng 10 năm 2020, dân số ước tính thị trấn là 15.953 người và mật độ dân số là 2.700 người/km2. Tổng diện tích thị trấn là 5,97 km2.